# Puan (subte de Buenos Aires)
Puan es una estación de la línea A del Subte de Buenos Aires.

## Ubicación
Está emplazada debajo de la intersección de la  Avenida Rivadavia y la calle Puan, en el barrio porteño de Caballito. Hay ascensor.

## Historia
En un principio se preveía su inauguración para noviembre de 2008, pero finalmente fue inaugurada junto con la estación Carabobo el día martes 23 de diciembre de 2008.

## Hitos urbanos
- Facultad de Filosofía y Letras de la Universidad de Buenos Aires.
- Edificio Femenil

## Imágenes

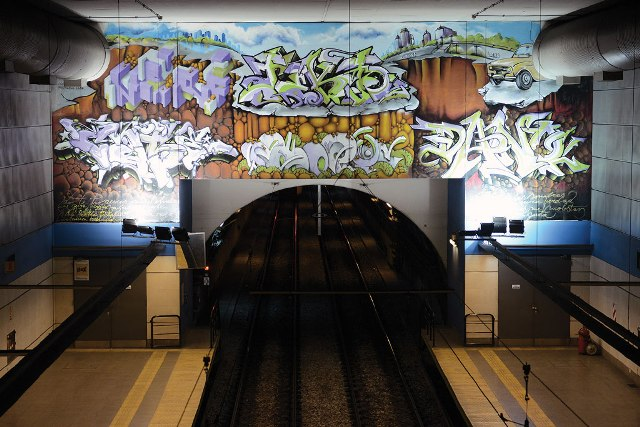
Mural de grafiti
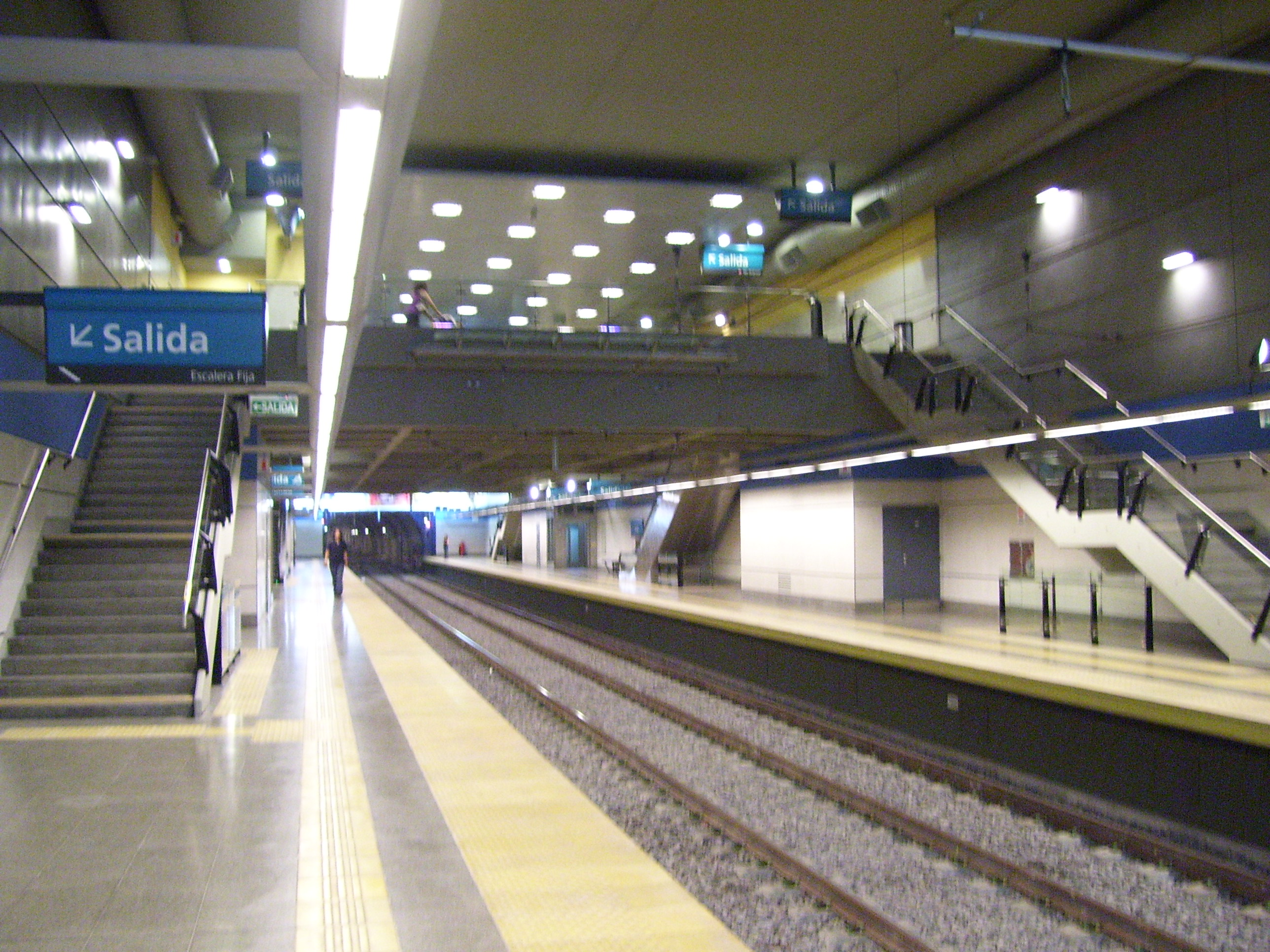
Panorama general
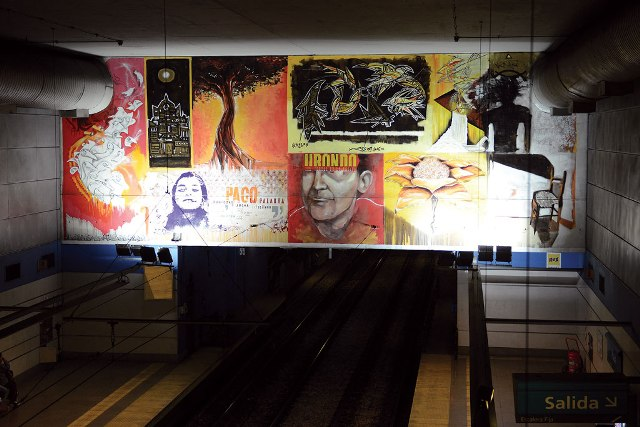
Homenaje a Paco Urondo
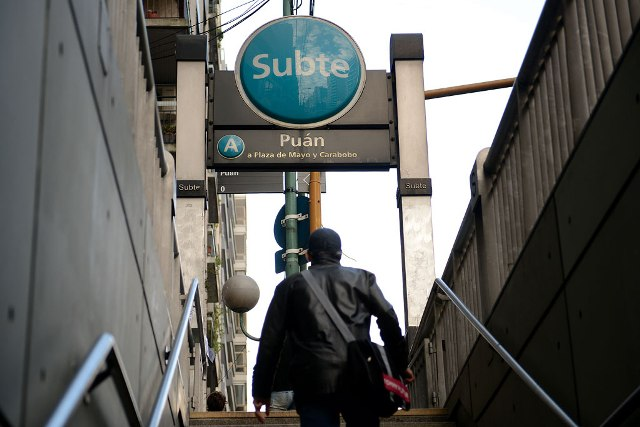
Salida a la calle